# 原子力災害対策特別措置法
原子力災害対策特別措置法（げんしりょくさいがいたいさくとくべつそちほう）は、原子力災害が放射能を伴う災害である特性に鑑みて、国民の生命、身体及び財産を守るために特別に制定された日本の法律である。
1999年（平成11年）9月30日の東海村JCO臨界事故を契機に制定され、1999年12月17日に施行された。特に内閣総理大臣が原子力緊急事態宣言を発出した場合、内閣総理大臣に全権が集中し、国だけでなく地方自治体・原子力事業者を直接指揮し、災害拡大防止や避難などをすることが出来るようになった。
内閣官房副長官補室が所管し、原子力規制委員会、原子力規制庁長官官房監視情報課、文部科学省研究開発局原子力課、経済産業省資源エネルギー庁電力・ガス事業部原子力政策課など他省庁と連携して執行にあたる。

## 構成

### 原子力災害対策特別措置法
- 第一章 総則（1 - 6条）
- 第二章 原子力災害の予防に関する原子力事業者の義務等（7 - 14条）
- 第三章 原子力緊急事態宣言の発出及び原子力災害対策本部の設置等（15 -24条）
- 第四章 緊急事態応急対策の実施等（25・26条）
- 第五章 原子力災害事後対策（27条）
- 第六章 雑則（28 - 39条）
- 第七章 罰則（40 - 42条）
- 附則

### 原子力災害対策特別措置法施行令
- 平成12年4月5日政令第195号

#### 原子力災害対策特別措置法関係府・省令
- 原子力災害対策特別措置法施行規則(平成12年総理府､通商産業省､運輸省令第2号)が制定されていたが､2012年に廃止[1] され､次の個別の府･省令が制定された｡
  - 原子力災害対策特別措置法に基づき原子力事業者が作成すべき原子力事業者防災業務計画等に関する命令(平成24年文部科学省､経済産業省令第4号)
  - 原子力災害対策特別措置法に基づき原子力防災管理者が通報すべき事業所外運搬に係る事象等に関する省令(平成24年文部科学省､経済産業省､国土交通省令第2号)
  - 原子力災害対策特別措置法に基づき原子力防災管理者が通報すべき事業所外運搬に係る事象の通報手続等に関する省令(平成24年文部科学省､経済産業省､国土交通省令第3号)
  - 原子力災害対策特別措置法に基づき原子力防災管理者が通報すべき事象等に関する規則(平成24年文部科学省､経済産業省令第2号)
  - 原子力災害対策特別措置法に基づく緊急事態応急対策等拠点施設等に関する内閣府令(平成24年文部科学省､経済産業省令第3号)

## 原子力事業者の責務
第3条で原子力災害の規模を限定することを規定している。具体的にはフランスと同様にEPZ（UPZ)を約10kmとする。詳細は「原子力施設等の防災対策について」で規定する。

## 原子力緊急事態

### 「10条通報」
- 放射線の検出（5～500μS/h以上。場合によって異なる）を意味する。5μS/hという値は数日続いても健康被害が検出できないほどの漏れであるが、緊急事態が将来起こるまたは現在起こっている（「15条報告」がされる）可能性への警報と考えられる。
- 原子力事業者（東京電力など）の現場所長によってなされる[2]。

#### 第十条 （原子力防災管理者の通報義務等）
- 原子力防災管理者は、原子力事業所の区域の境界付近において政令で定める基準以上の放射線量が政令で定めるところにより検出されたことその他の政令で定める事象の発生について通報を受け、又は自ら発見したときは、直ちに、主務省令及び原子力事業者防災業務計画の定めるところにより、その旨を主務大臣、所在都道府県知事、所在市町村長及び関係隣接都道府県知事（事業所外運搬に係る事象の発生の場合にあっては、主務大臣並びに当該事象が発生した場所を管轄する都道府県知事及び市町村長）に通報しなければならない。この場合において、所在都道府県知事及び関係隣接都道府県知事は、関係周辺市町村長にその旨を通報するものとする。

### 「15条報告」
- 全電源喪失・冷却材喪失など原子炉そのものの損傷またはそれを予測する事態の発生を意味し、内閣総理大臣は、考慮の余地なく直ちに「原子力緊急事態宣言」を公示する[3]。
- 原子力緊急事態が宣言された場合、原子力災害対策本部長である総理は県や市など地方公共団体や東京電力など原子力事業者に対して直接指示出来る。また、防衛大臣に対し、原子力災害派遣に基づく自衛隊の部隊派遣の要請も行える[4]。

#### 第十五条 （原子力緊急事態宣言等）
- 主務大臣は、次のいずれかに該当する場合において、原子力緊急事態が発生したと認めるときは、直ちに、内閣総理大臣に対し、その状況に関する必要な情報の報告を行うとともに、次項の規定による公示及び第三項の規定による指示の案を提出しなければならない。
  - 一 第十条第一項前段の規定により主務大臣が受けた通報に係る検出された放射線量又は政令で定める放射線測定設備及び測定方法により検出された放射線量が、異常な水準の放射線量の基準として政令で定めるもの以上である場合
  - 二 前号に掲げるもののほか、原子力緊急事態の発生を示す事象として政令で定めるものが生じた場合
- 2 内閣総理大臣は、前項の規定による報告及び提出があったときは、直ちに、原子力緊急事態が発生した旨及び次に掲げる事項の公示（以下「原子力緊急事態宣言」という。）をするものとする。
  - 一 緊急事態応急対策を実施すべき区域
  - 二 原子力緊急事態の概要
  - 三 前二号に掲げるもののほか、第一号に掲げる区域内の居住者、滞在者その他の者及び公私の団体（以下「居住者等」という。）に対し周知させるべき事項
- 3 内閣総理大臣は、第一項の規定による報告及び提出があったときは、直ちに、前項第一号に掲げる区域を管轄する市町村長及び都道府県知事に対し、第二十八条第二項の規定により読み替えて適用される災害対策基本法第六十条第一項 及び第五項 の規定による避難のための立退き又は屋内への退避の勧告又は指示を行うべきことその他の緊急事態応急対策に関する事項を指示するものとする。
- 4 内閣総理大臣は、原子力緊急事態宣言をした後、原子力災害の拡大の防止を図るための応急の対策を実施する必要がなくなったと認めるときは、速やかに原子力規制委員会（旧原子力安全委員会）の意見を聴いて、原子力緊急事態の解除を行う旨の公示（以下「原子力緊急事態解除宣言」という。）をするものとする。

### 宣言事例
- 福島第一原子力発電所事故 (2011年)
  - 10条通報 - 3月11日15時42分発生。全電源喪失（SBO、Station Black Out）、FAXに印字された時間は16:00。
  - 15条報告 - 3月11日16時36分発生。注水不能。政府への報告は16時45分。FAXに印字された時間は16:59、宛先は「経済産業大臣、福島県知事、大熊町長，双葉町長殿」[5]。
  - 19時18分に緊急事態宣言発動[6][7]
    - 21時23分に3km圏内の避難指示（その日のうちに指示を知った住民は10%程度[8][9]）
- 福島第二原子力発電所(2011年)
  - 10条通報 - 3月11日17時35分に発生。1号機の冷却剤が漏洩。
  - 15条報告 - 3月12日05時22分、32分発生。1、4号機の圧力抑制機能が喪失。
  - 12月26日解除[10]。